# Meningite virale
La meningite virale è una forma di meningite, cioè una grave infezione del sistema nervoso centrale (SNC) che coinvolge le leptomeningi e il fluido cerebrospinale, ma lascia indenne le strutture encefaliche e il midollo spinale. Il termine virale fa riferimento alla causa dell'infezione, cioè un virus.
Le meningiti virali sono talvolta indicate con il termine improprio di "meningiti asettiche", in opposizione alle forme di meningite aventi come agenti eziologici dei batteri. Esempi di meningite virale sono la coriomeningite linfocitaria, o le forme di meningite secondarie a poliomielite.

## Epidemiologia e storia
Da studi epidemiologici è stato confermato che il numero annuale di infezioni del sistema nervoso centrale (SNC) supera di gran lunga l'insieme delle infezioni causate da batteri, lieviti, muffe e protozoi.
Nel più grande studio esistente in letteratura medica, uno studio che risale al 1986 e che fu effettuato su 12 000 bambini in Finlandia, l'incidenza annuale di meningite virale è stata pari a 219 casi/100 000 bambini di età inferiore a 1 anno e 27,8 casi/100 000 bambini con meno di 14 anni di vita. In uno studio clinico retrospettivo, tenutosi sempre in Finlandia tra il 1999 e il 2003, comprendente 144 soggetti di età superiore a 16 anni e con diagnosi di meningite asettica, l'incidenza di tale patologia è risultata inferiore a 7,6/100 000.
Negli Stati Uniti sono riportati circa 10 000 nuovi casi di meningite virale all'anno, con un picco di incidenza nei mesi estivi.. L'andamento stagionale nell'incidenza della meningite virale verosimilmente è in gran parte dovuto alla variazione stagionale delle infezioni enterovirali, causa principale.
Dati provenienti dal Regno Unito evidenziano come la meningite virale sia una causa importante di ricovero ospedaliero con un'incidenza stimata di circa 5-15 casi ogni 100 000 abitanti/anno.
Gli studi clinici concordano nell'affermare che, benché la meningite virale sia una malattia soggetta a denuncia obbligatoria in diversi stati, compresa l'Italia, molti casi, sicuramente, non vengono riportati alle autorità di controllo e sorveglianza. A titolo d'esempio in studi effettuati in Inghilterra e Galles nel 2005-2006 è emerso che 2898 persone furono ricoverate in ospedale con una diagnosi di meningite virale, mentre i casi notificati alla Health Protection Agency (l'agenzia di tutela della salute) risultavano essere circa 10 volte meno.
La malattia può colpire qualsiasi fascia d'età ma l'incidenza nel primo anno di vita è molto più marcata che nei bambini più grandi o nei giovani adulti. Complessivamente i maschi sono colpiti con una frequenza sovrapponibile ai soggetti di sesso femminile. Tuttavia esistono alcune differenze a seconda dell'agente eziologico in causa. Ad esempio è noto che il virus della parotite epidemica tende a colpire i maschi circa tre volte più spesso rispetto alle femmine.

## Eziologia
Si ritiene che la gran parte dei casi di meningite virale decorra e si risolva senza che si giunga a una diagnosi precisa. Ciò è dovuto sia alla mancanza di un adeguato sospetto clinico e quindi all'omissione di accertamenti specifici, che all'oggettiva problematicità di crescita di alcuni agenti virali nei terreni di coltura microbiologici.
La causa più comune di meningite virale è costituita dagli enterovirus, che circolano nella popolazione in particolare nei mesi estivi. In uno studio eseguito su 144 pazienti consecutivi con meningite asettica gli enterovirus risultarono in causa nel 46% dei casi, seguiti dall'herpes simplex virus di tipo 2 (31%), del virus varicella zoster (11%), e infine dall'herpes simplex virus di tipo 1 (responsabile del 4% dei casi). Non va mai dimenticato che, a seconda delle casistiche e con un'ampia variabilità legata all'area geografica, un'ampia gamma di agenti infettivi può essere chiamata in causa.
Tra i possibili agenti eziologici sono inclusi:
- Enterovirus
  - Poliovirus (PV1, PV2, PV3)
  - Coxsackie A virus (CVA); causa anche la malattia mano-piede-bocca
- Herpesviridae (HHV)
  - Herpes simplex type 1 (HSV-1 / HHV-1) or type 2 (HSV-2 / HHV-2); che possono anche causare herpes labiale o herpes genitale.[11]
  - Varicella zoster (VZV / HHV-3); causa anche della varicella[2]
  - Epstein-Barr virus (EBV / HHV-4); causa anche della mononucleosi infettiva
  - Cytomegalovirus (CMV / HHV-5)
- Adenovirus[11]
- Human Immunodeficiency Virus (HIV); agente eziologico dell'AIDS
- Virus dell'encefalite di La Crosse[2]
- Virus della coriomeningite linfocitaria (LCMV)[2][11]
- Virus del morbillo
- Virus della parotite epidemica (orecchioni)
- Virus dell'encefalite di Saint-Louis[2]
- Virus del Nilo occidentale[2]
- Virus Powassan[2]
- Virus della febbre da zecca del Colorado[2]
- Arbovirus[12] (Virus Toscana)

Nei neonati con più di una settimana di vita la causa più comune di meningite virale sono gli enterovirus. In diversi paesi la vaccinazione ha notevolmente ridotto l'incidenza di meningite da parotite, poliomielite, morbillo e virus. Alcuni arbovirus colpiscono con maggiore frequenza agli estremi di età e gli anziani sembrano a maggior rischio di infezione. Al contrario il virus del morbillo e della parotite epidemica danno meningite più frequentemente nel periodo adolescenziale.

## Patogenesi
I virus possono avere accesso al sistema nervoso centrale (SNC) sostanzialmente o per via ematogena oppure direttamente per via nervosa (neurale).
I più comuni agenti patogeni virali, e tra essi gli enterovirus, prediligono la penetrazione per via ematogena, cioè sfruttando il torrente ematico. Un numero limitato di virus (in particolare gli herpes virus HSV-1, HSV-2, VZV e anche alcuni enterovirus) è invece in grado di penetrare nel SNC diffondendo lungo le radici nervose.
Le difese dell'ospite, e segnatamente la risposta immunitaria locale e sistemica, la barriera rappresentata dalla cute e dalle mucose, e la stessa barriera ematoencefalica si oppongono al tentativo di invasione virale.
In una fase iniziale il virus si replica a livello delle mucose dell'organo bersaglio (in genere l'apparato respiratorio o gastrointestinale) successivamente penetra nel flusso sanguigno determinando la viremia primaria e andando a interessare diversi organi reticoloendoteliali (linfonodi, milza, fegato).
Le cellule del sistema reticoloendoteliale (SRE) hanno il compito di allontanare dal torrente circolatorio i virus introdotti per via endovenosa, tuttavia esiste un equilibrio fra la capacità di rimozione del SRE e la capacità di replicarsi rapidamente propria dei virus.
Se le difese immunitarie non riescono ad avere la meglio sull'invasione si assiste alla viremia secondaria. Verosimilmente è in questa fase che il virus riesce a penetrare nel sistema nervoso centrale (SNC). Quale sia precisamente il meccanismo attraverso il quale il virus penetra nel SNC non è chiaro. Probabilmente i virus possono attraversare la barriera ematoencefalica a livello dell'endotelio capillare, ma forse anche della sostanza interstiziale cementante o della membrana piogliale (un'introflessione della pia che penetra nel SNC appresso ai vasi sanguigni, i quali vi si approfondano). È inoltre verosimile che la penetrazione avvenga attraverso difetti naturali di tale barriera, come il postrema e altri siti.
Non va poi dimenticato che molti virus penetrano nel SNC attraverso una via retrograda, ad esempio la via olfattoria. Questa via di diffusione è stata ben stabilita per i poliovirus, herpes simplex virus, e gli arbovirus. In molte di queste infezioni l'isolamento virale è possibile dai bulbi olfattori e dai lobi piriformi, prima ancora che da altre zone cerebrali.

### Fattori di rischio
I fattori che possono aumentare il rischio di meningite virale sono:
- Età: la meningite virale si verifica in particolare nei bambini di età inferiore ai 5 anni
- Indebolimento del sistema immunitario
- Alcune malattie
- Farmaci
- Procedure chirurgiche

Sono soprattutto i bambini con meno di un mese di vita e i soggetti immunocompromessi che presentano un rischio molto elevato di un'infezione grave.
I pazienti immunocompromessi per qualunque motivo (HIV, soggetti trapiantati, soggetti trattati con farmaci immunosoppressori) sono particolarmente suscettibili alle meningiti da adenovirus e da citomegalovirus. Assistere e accudire un soggetto colpito da una meningite virale determina un aumento della possibilità di contrarre l'infezione da parte del virus che risulta il fattore causale della malattia, ma il rischio di sviluppare la meningite virale come complicazione dell'infezione è pari a quello di qualsiasi altro soggetto.

## Clinica
La diagnosi di meningite virale non è sempre semplice. Sia i bambini che gli anziani si caratterizzano per avere una clinica spesso poco significativa se non decisamente confondente, ed è richiesto un alto indice di sospetto per effettuare una diagnosi corretta.

### Segni e sintomi
Il quadro clinico, sostanzialmente simile a quello della meningite batterica, è dominato dall'iperpiressia a comparsa improvvisa, dalla cefalea molto spesso particolarmente intensa e dalla rigidità nucale. In un numero elevato di soggetti, inoltre, è possibile riscontrare una serie di sintomi di accompagnamento quali:
- Nausea e vomito
- Iporessia (mancanza di appetito)
- Fotofobia (eccessiva sensibilità alla luce)
- Dolori generalizzati, sia muscolari (mialgia) che articolari (artralgia)
- Stato mentale alterato con confusione, disorientamento spazio-temporale, sopore oppure agitazione psicomotoria

In alcuni pazienti è possibile osservare la comparsa di rash cutaneo.
Nei neonati e negli infanti la sintomatologia può essere decisamente diversa da quella riportata negli adulti. A dominare il quadro clinico nei bambini sono:
- Febbre
- Irritabilità
- Pianto continuo e immotivato
- Sonnolenza eccessiva e difficoltà al risveglio
- Scarso appetito

Nei neonati le cui fontanelle non si sono ancora completamente saldate è possibile palpare un eccesso di tensione e notare una tendenza all'ingrossamento della testa.

### Esami di laboratorio e strumentali
- Analisi del liquido cerebrospinale:

Lo studio del liquido cefalorachidiano è l'indagine fondamentale per la diagnosi. La valutazione microscopica del liquido permette il conteggio dei globuli bianchi e l'esecuzione di una colorazione di Gram per stabilire una causa batterica o fungina. L'esecuzione della citologia del fluido permette l'esclusione di una meningite neoplastica. Un'eventuale eziologia virale di meningite deve dubitarsi in caso di colorazioni batteriche e colture negative. Il liquor viene prelevato con l'esecuzione di una puntura lombare. Una pleiocitosi di tipo linfocitario viene considerata un segno distintivo della meningite virale, anche se in una fase molto precoce (all'incirca nelle prime 24 ore) possono essere prevalenti i leucociti polimorfonucleati, in particolare in caso di meningiti da enterovirus.
- Esami ematochimici di routine: devono essere eseguiti in tutti i pazienti ma non sono particolarmente indicativi. I leucociti tendono a aumentare oltre il valore normale (leucocitosi), ma non possono essere utilizzati come indicatore di gravità della malattia. Negli individui immunocompromessi, nei neonati oppure negli anziani possono essere nei limiti di norma o talvolta più bassi del normale (leucopenia). La proteina C-reattiva (PCR) e la velocità di eritrosedimentazione (VES) possono essere elevate. La valutazione della PCR e della VES può essere utilizzata come semplice test di differenziazione tra una meningite batterica e una meningite virale, e ha valore soprattutto se risulta negativa o di poco elevata.[17] In uno studio clinico il valore medio della PCR in pazienti con meningite batterica è risultato pari a 8,78 mg/dL, mentre il valore medio della stessa PCR era pari a 1,92 mg/dL nei soggetti con meningite virale.[18] Tale determinazione, per essere sufficientemente sensibile, deve comunque essere effettuata prima di instaurare un trattamento antibiotico. Escludere una meningite virale solo sulla base di esami di routine resta in ogni caso difficile.[19] Altri parametri quali il dosaggio della procalcitonina[20][21] e il recettore solubile trigger espresso sulle cellule mieloidi (sTREM-1) possono tornare utili per il medesimo scopo.[15] Le amilasi sieriche possono essere elevate in quei pazienti in cui la meningite virale ha fatto seguito a un'infezione da virus della parotite epidemica, perfino in assenza di segni clinici di parotite. In alcuni pazienti si può evidenziare iposodiemia a causa della disidratazione o, più raramente, per lo svilupparsi di una sindrome da inappropriata secrezione di ormone antidiuretico (SIADH).
- EEG:

È utile in particolare per valutare i pazienti affetti da meningoencefalite o coloro che si sospetta abbiano convulsioni epilettiformi subcliniche. I soggetti affetti da meningite da herpes simplex virus con interessamento secondario dell'encefalo possono presentare nel corso della prima settimana di malattia un'attività cerebrale non specifica a onde lente, e più avanti caratteristiche onde parossistiche appuntite e ad alto voltaggio o complessi trifasici con prevalenza temporale.
- Neuroimaging: la tomografia computerizzata (TC) oppure la risonanza magnetica (MRI) con mezzo di contrasto, possono essere utili per quelle meningiti virali che evolvono con un interessamento dell'encefalo, in particolare quando la causa è rappresentata da virus erpetici e flavivirus. La risonanza magnetica è particolarmente sensibile nel mettere in evidenza eventuali aree di demielinizzazione e in quelle alterazioni sottili del parenchima cerebrale che talvolta sfuggono all'esecuzione di una TC.[25][26]

### Diagnosi differenziale
Al clinico è innanzitutto richiesta un'adeguata diagnosi differenziale, in quanto molte forme di meningite sostenute da micoplasmi, batteri o funghi, se non rapidamente diagnosticate possono evolvere con temibili complicanze e portare a morte o grave invalidità il paziente. Particolarmente temibile è l'eventualità di trovarsi di fronte a un paziente con una forma di meningite batterica "spuria" in quanto inconsapevolmente già parzialmente trattata con antibiotici o antinfettivi.
Meningiti che possono mimare la "meningite asettica" virale:
- Meningite batterica parzialmente trattata
- Infezione da Coccidioides immitis[27]
- Infezione da Cryptococcus neoformans[28]
- Infezione da Mycoplasma
- Infezione da Listeria[29]
- Infezione da Leptospira[30][31]
- Meningite chimica
- Meningite da farmaci
- Sindrome di Sjögren[32]
- Malattia di Behçet[33]
- Meningite da Mycobacterium tuberculosis[34]
- Encefalomielite post infettiva
- Encefalite da Citomegalovirus
- Neurocisticercosi
- Neurosarcoidosi
- Neurosifilide
- Carcinomatosi leptomeningea[35][36]
- Leucemia meningea

## Trattamento

### Trattamento farmacologico
Per il trattamento di HSV, varicella e CMV esistono terapie antivirali specifiche, mentre per la maggior parte degli altri virus no. Per quanto riguarda l'herpex simplex, il trattamento d'elezione è con Aciclovir.

### Prognosi
Una meningite virale è tendenzialmente meno severa rispetto a una meningite batterica, e nei casi che decorrono senza complicanze, cioè senza evolvere verso una meningo-encefalite o una meningo-mielite, il decorso clinico tende a essere auto-limitante, circa 7-10 giorni, e si assiste a una guarigione pressoché completa.

## Prevenzione
Sono disponibili alcuni vaccini per la prevenzione di determinate forme di meningite virale, e in particolare i vaccini anti parotite e morbillo (MPR), antiencefalite giapponese, anti encefalite da zecche, antirabbico, antinfluenzale, anti varicella e vaccino antipoliomielite. Per alcuni di questi vaccini è comunque necessario valutare attentamente il rapporto rischio/beneficio. Il vaccino dell'encefalite giapponese, ad esempio, è indicato solo in soggetti adulti che, in previsione di un viaggio per motivi turistici o di lavoro, sono a rischio reale di esposizione al virus. Inoltre tale vaccino presenta un tasso di gravi reazioni avverse: in particolare gravi reazioni allergiche in 4-8/100 000 soggetti vaccinati e sviluppo di encefalite post vaccinazione in 1 caso/2,5 milioni soggetti trattati.
La vaccinazione resta comunque il mezzo di lotta più potente ed efficace contro le infezioni da virus polio, morbillo, parotite e varicella. Una accurata e rigorosa igiene delle mani (è sufficiente il semplice lavaggio) è senza dubbio la misura più efficace per controllare e ridurre la diffusione delle infezioni correlate agli enterovirus. Tuttavia, in molti paesi in via di sviluppo alcuni obiettivi di igiene pubblica restano di difficile realizzazione.
Molte infezioni da arbovirus e in particolare da flavivirus possono essere prevenute con sistemi di protezione contro un'eventuale esposizione alle zanzare o alle zecche. Tali sistemi comprendono spray insetticidi, zanzariere, repellenti per insetti e naturalmente l'eradicazione del vettore trattando adeguatamente ogni eventuale area e sito di riproduzione. Questi sistemi di protezione assumono una particolare importanza nei pazienti più vulnerabili, ad esempio i neonati e bambini. Per quanto attiene alle infezioni trasmissibili per via sessuale, una corretta educazione del partner e l'uso di dispositivi di barriera (condom, profilattico femminile) può ridurre in modo significativo l'incidenza delle infezioni da herpes simplex virus di tipo 2.
L'evitare contatti con i roditori può diminuire l'incidenza di coriomeningite linfocitaria (LCMV). Anche attività apparentemente innocue come ad esempio l'acquisto, la manipolazione e l'allevamento di alcuni animali di compagnia (criceti, porcellini d'India, ratti, cincillà, gerbilli, cavie, criceti nani siberiani, topi e altri roditori) possono esporre al rischio di contagio se gli animali non sono stati attentamente selezionati e controllati. Ogni animale infetto, in particolare i topi domestici e i ratti, rappresenta un importante fattore di rischio per le donne in gravidanza. Pertanto le donne che sono o che hanno intenzione di iniziare una gravidanza, così come le persone che sono immunocompromesse, debbono evitare il contatto con ogni genere di roditore.